# 美國友好城市或姐妹城市列表
此美國友好城市或姐妹城市列表。

## 阿拉巴馬州
- 伯明罕： 日本日立市、 日本前橋、 中國鞍山、 約旦卡拉克、 以色列羅什艾因、 捷克比爾森、 烏克蘭文尼察
- 多森： 哥斯大黎加阿拉胡埃拉、 日本坂戶市
- 莫比爾： 日本千葉縣市原市、 古巴哈瓦那、 中國天津市、 韓國平澤、 法國波城、 西班牙馬拉加、 德國沃爾姆斯、 波蘭卡托維茲、 羅馬尼亞康斯坦察、 斯洛伐克科希策

## 阿拉斯加州
- 安克雷治： 日本千歲市、 澳大利亞北領地達爾文港、 中國哈爾濱市、 韓國仁川、 俄羅斯馬加丹、 挪威特羅姆瑟、 英國惠比。
- 費爾班克斯： 法國艾克斯莱班、 挪威摩城、 台灣台南市、 俄羅斯雅庫茨克
- 朱諾： 菲律賓卡米林、 台灣嘉義市、 中國密山市、 俄羅斯符拉迪沃斯托克、 加拿大育空地區白馬市
- 克奇坎： 日本下呂市
- 矽地卡: 日本根室市

## 亞利桑那州
- 弗拉格斯塔夫： 俄羅斯巴爾瑙爾、 澳洲藍山市、 台灣新店區
- 噴泉山： 德國迪尔多夫、 比利時卡斯特萊
- 吉爾伯特： 中國乐山市、 英國紐敦阿比
- 梅薩： 加拿大本那比、 秘魯卡拉茲、 墨西哥瓜伊馬斯、 中國開平市、 紐西蘭烏伯亨特
- 皮奧里亞： 英國北愛爾蘭阿茲區
- 鳳凰城： 加拿大卡加里、 意大利卡坦尼亞、 中國成都、 愛爾蘭艾尼斯、 法國格勒諾布爾、 墨西哥埃莫西約、 日本姬路市、 台灣台北
- 普雷斯科特： 墨西哥卡波卡
- 女王溪鎮： 墨西哥耶穌與聖母城
- 斯考茨代爾： 墨西哥俄拉摩斯、 澳洲凯恩斯、 瑞士因特拉肯、 加拿大金斯顿
- 謝拉維斯塔： 墨西哥卡納內阿、 德國拉德博伊爾
- 坦佩： 法國濱海博略、 愛爾蘭卡洛、 紐西蘭下哈特、 德國雷根斯堡、 馬其頓斯科普里、 馬里廷巴克圖、 中國鎮江
- 圖森： 哈薩克阿拉木圖、 墨西哥奧夫雷貢城、 墨西哥瓜達拉哈拉、 匈牙利佩奇、 愛爾蘭羅斯卡門、 西班牙塞哥維亞、 伊拉克蘇萊曼尼亞、 希臘特里卡拉
- 尤馬： 德國法蘭克福、 墨西哥墨西卡利、 墨西哥聖路易斯里奧科羅拉多、 波蘭斯武比采

## 阿肯色州
- 史密斯堡： 義大利奇斯泰爾納
- 小石城： 中國長春市， 韓國河南市， 台灣高雄市， 比利時蒙斯， 義大利拉古薩省
- 溫泉城： 日本花卷市

## 加利福尼亞州
見#加利福尼亞州友好城市列表

## 科羅拉多州
- 阿斯彭： 瑞士達沃斯、 德國加尔米施-帕滕基兴 （页面存档备份，存于）、 紐西蘭皇后鎮、 日本占冠村、 法國霞慕尼、 阿根廷聖卡洛斯-德巴里洛切
- 奧羅拉： 哥斯大黎加加科、 韓國城南市、 波蘭綠山城
- 博爾德： 塔吉克杜尚別、 尼加拉瓜加拉帕、 中國拉薩、 墨西哥曼特城、 日本山形市、 古巴亞特拉斯
- 科羅拉多泉： 吉爾吉斯比什凱克、 日本富士吉田市、 台灣高雄、 墨西哥Nuevo Casas Grandes、 俄羅斯斯摩棱斯克
- 丹佛： 衣索匹亞阿克蘇姆、 法國布雷斯特、 印度金奈、 墨西哥庫埃納瓦卡、 以色列卡梅爾、  中國昆明、 肯亞內羅畢、 義大利波坦察、 日本高山市、 蒙古烏蘭巴托
- 普韋布洛： 墨西哥普埃布拉州、 墨西哥契瓦瓦市、 中國濰坊、 義大利卢卡锡库拉、 義大利貝加莫
- 韋爾： 澳大利亞Delatite Shire、 瑞士 瑞士聖莫里茨

## 康乃狄克州
- 布蘭佛德： 英國布蘭特佛德
- 格林威治： 奧地利基茨比厄爾
- 哈特福德： 波蘭比得哥什、 希臘帖撒羅尼迦、 波多黎各卡瓜斯、 多明尼加馬奧、 迦納海岸角、 中國東莞
- 紐黑文： 尼加拉瓜莱昂[永久]， 以色列阿富拉， 獅子山弗里敦， 義大利阿馬爾菲， 越南順化， 法國亞威農
- 史特瑞德佛德： 英國埃文河畔斯特拉特福

## 德拉瓦州
- 威明頓: 中國寧波、 德國富爾達、 英國瓦特福、 瑞典卡爾馬、 義大利圖夏諾河畔奧萊瓦諾、 奈及利亞奧紹博

## 哥倫比亞特區
- 華盛頓市： 泰國曼谷、 中國北京、 韓國首爾、 土耳其安卡拉、 塞內加爾達克爾、 法國巴黎、 希臘雅典、 義大利羅馬、 巴西巴西利亞

## 佛羅里達州
- 博尼塔斯普林斯： 德國格林施塔特
- 卡納維爾角： 瑞士克洛滕、 葡萄牙薩格里什、 義大利新豐特、 希臘伊薩基島
- 清水市： 日本長野市、 希臘卡拉馬里亞
- 德拉海灘： 日本宮津市
- 羅德岱堡： 以色列海法、 台灣高雄市、 義大利威尼斯、 巴拿馬巴拿馬城
- 好萊塢： 以色列海爾茲利亞
- 傑克遜維爾： 阿根廷布蘭卡港、 俄羅斯摩爾曼斯克、 韓國馬山市、 法國南特、 中國營口、 南非伊莉莎白港
- 萊克蘭： 摩爾多瓦伯爾茲、 日本愛媛縣今治市、 加拿大安大略省列治文山
- 邁阿密： 智利康塞普西翁、 法國尼斯
- 邁阿密-戴德縣： 巴西聖保羅
- 奧蘭多： 法國塞納-馬恩省、 中國桂林、 台灣台南、 俄羅斯奧倫堡、 日本浦安市、 冰島雷恰內斯拜爾、 墨西哥蒙特瑞、 巴西庫里蒂巴
- 聖彼得斯堡： 日本高松市
- 西棕櫚灘： 以色列塔薩哈、 土耳其梅爾辛
- 坦帕： 阿根廷科爾多瓦、 哥倫比亞巴蘭基亞、 中國嘉興市、 土耳其伊茲密爾、 法國勒阿弗爾、 西班牙奧維耶多

## 喬治亞州
- 亞特蘭大： 比利時布魯塞爾、 羅馬尼亞布加勒斯特、 奈及利亞拉各斯、 牙買加蒙特哥貝、 英國泰恩河畔紐卡斯爾、 德國紐倫堡
- 哥倫布： 日本桐生市
- 蓋恩斯維爾： 匈牙利埃格爾
- 薩凡納： 格魯吉亞巴統、 希臘埃格爾、 布吉納法索卡亞
- 瑪莉埃塔： 哥斯大黎加埃雷迪亞、 德國萊茵河畔林茨

## 夏威夷州
- 檀香山: 菲律賓碧瑤市、 阿塞拜疆巴库、 法國Bruyeres、 中国成都市、委內瑞拉加拉加斯、 菲律賓宿務市、 葡萄牙豐沙爾、 廣島市日本、 顺化市越南、韓國仁川、 台灣高雄市、 菲律賓佬沃、 菲律賓馬尼拉、 肯亞蒙巴萨、 中国扬州市、 加拿大蒙特利尔、 印度孟買、 日本那霸市、 波多黎各聖胡安、 韓國首爾、 葡萄牙辛特拉、 日本東京、 日本宇和島市、 菲律賓維干市、 中国中山市、 摩洛哥拉巴特、 多米尼加圣多明哥

## 愛達荷州
- 太陽谷：奧地利基茨比厄尔（1967年）

## 伊利諾州
- 布卢明顿 ：英國坎特伯雷、俄羅斯弗拉基米爾、日本旭川市
- 芝加哥 - 见芝加哥友好城市或姐妹城市列表
- 高地公园 - 墨西哥巴亚尔塔港、意大利費拉拉
- 坎卡基 （页面存档备份，存于）英文维基：瓜纳华托墨西哥
- 内珀维尔[永久]：斯洛伐克尼特拉
- 帕勒泰恩 （页面存档备份，存于）英文维基：丰特奈勒孔特法國
- 昆西：黑尔福德德國
- 斯普林菲尔德：日本足利市、圣佩德罗 （页面存档备份，存于）英文维基墨西哥、基拉尼愛爾蘭、菲拉赫奧地利
- 滑铁卢：德國波尔塔韦斯特法利卡
- 罗克福德：烏克蘭布罗瓦里、中國常州、瑞典博里霍尔姆 （页面存档备份，存于）英文维基

## 印第安那州
- 布卢明顿：尼加拉瓜波索尔特加；古巴圣克拉拉
- 埃文斯維爾：德國奧斯納布魯克
- 印第安納波利斯：德國科隆；意大利蒙扎；斯洛文尼亞皮蘭；士嘉堡加拿大；台灣台北
- 南本德：波蘭琴斯托霍瓦；德國阿茲貝格

## 愛荷華州
- 得梅因 -  日本山梨縣甲府市、墨西哥瑙卡尔潘、法國聖艾蒂安、 中國河北省石家莊、俄羅斯斯塔夫羅波爾

## 堪薩斯州
- 堪薩斯城：日本東村山市
- 勞倫斯：德國奥伊廷、日本平塚市、薩爾瓦多El Papaturro
- 威奇托：墨西哥坎昆、中國開封、法國奧爾良、墨西哥特拉尔内潘特拉

## 肯塔基州
- 路易維爾：法國蒙彼利埃（1956年），厄瓜多爾基多（1962年），德國美因茲（1977年），阿根廷拉普拉塔（1994年），迦納塔马利（1979年），俄國彼爾姆（1994年），中國九江
- 列克辛頓：法國多维尔，（1957年），日本静内町（1988年），英格蘭纽马基特（2003年），愛爾蘭基尔代尔郡（1984年）
- 伊丽莎白敦：日本桑折町

## 路易斯安那州
- 紐奧良：法國Juan-les-Pins、委內瑞拉馬拉開波、日本島根縣松江市、墨西哥梅里達、奧地利因斯布魯克、剛果共和國黑角、阿根廷聖米格爾-德土庫曼、宏都拉斯德古斯加巴、委內瑞拉卡拉卡斯、澳大利亞霍尔德法斯特湾市

- 霍馬：法國康布雷

## 緬因州
- 班戈：萨尔瓦多Carasque
- 巴斯：日本Shariki
- 贝尔法斯特：英國貝爾法斯特
- 波特蘭：俄羅斯阿爾漢格爾斯克、海地海地角、希臘米蒂利尼、日本品川區
- 沃特维尔：俄羅斯科特拉斯

## 馬里蘭州
- 巴西里約熱內盧州
- 巴爾的摩：利比里亚邦加、義大利熱那亞、日本川崎市、埃及樂蜀、埃及亞歷山卓、烏克蘭奧德薩、希臘比雷埃夫斯、中國廈門、以色列亚实基伦
- 哥伦比亚：法國塞尔吉-蓬图瓦兹、西班牙特雷斯坎托斯
- 罗克维尔：德國平讷贝格

## 麻薩諸塞州
- 阿默斯特：日本金崎町（1993年）
- 波士頓：日本京都市（1959年），法國斯特拉斯堡（1960年），瑞士巴塞爾，澳洲墨爾本（1985年），西班牙巴塞隆納、以色列海法（1980年），中國杭州（1982年），義大利帕多瓦（1983年），台灣台北市（1996年），迦納Sekondi-Takoradi（2001年）
- 劍橋：英國劍橋、葡萄牙科英布拉、Cienfuegos古巴（2002年）、Gaeta意大利、Galway愛爾蘭、San Jose Las FloresEl Salvador、日本筑波市、亞美尼亞埃里溫
- Pittsfield：BallinaCounty Mayo愛爾蘭、韓國清州市、Cava di Tirenni意大利、Malpaisillo尼加拉瓜、Straubing德國
- Taunton：TauntonEngland英國
- Weymouth - 西班牙巴倫西亞
- Worcester：WorcesterEngland

## 密西根州
- Ann Arbor：德國圖賓根、Belize CityBelize、Hikone日本、PeterboroughOntario加拿大、Juigalpa尼加拉瓜、塞內加爾達喀爾
- Clinton Charter Twp.：Yasu-cho日本
- 底特律：中国重庆、阿联酋迪拜、Kitwe 尚比亞、白俄罗斯明斯克、巴哈马拿骚、Toyota日本、意大利杜林
- Grand Rapids：Omihachiman日本、Bielsko-Biała波蘭、意大利佩魯賈、Ga District迦納
- Lansing：Otsu日本、墨西哥瓜達拉哈拉、俄羅斯聖彼得堡、Saltillo墨西哥、中國三明、Akuapim迦納
- Saginaw：Tokushima日本
- Hancock：PorvooFinland

## 明尼蘇達州
- Winona：Kogota日本、Bytow波蘭
- Montevideo：MontevideoUruguay
- Saint Paul：Nagasaki日本（1955年）
- Bloomington：Izumi日本
- Minneapolis/St. Paul：俄羅斯新西伯利亞
- St. Anthony：SaloFinland

## 密蘇里州
- 堪薩斯城：坦桑尼亞阿魯沙、德國漢諾威、墨西哥瓜達拉哈拉、San Nicolas de los Garza墨西哥、法國梅茲、Kurashiki日本、Morelia墨西哥、Port HarcourtNigeria、Ramla以色列、西班牙西維爾、中國西安市、獅子山弗里敦、台灣台南市;
- Saint Louis：意大利博洛尼亞、愛爾蘭戈爾韋、印尼茂物、圭亞那喬治敦、法國里昂、中國南京、塞內加爾聖路易、俄羅斯薩馬拉、德國斯圖加特、日本諏訪市及波蘭什切青.
- Independence：日本東村山市
- Springfield：Tlaquepaque墨西哥及日本伊勢崎市

## 蒙大拿州
- Great Falls：俄國SharyaKostromskaya
- Livingston：日本NaganoharaGumma
- Missoula：德國NeckargemundBaden-Wuerttemberg，紐西蘭Palmerston North

## 內布拉斯加州
- 奧馬哈：日本靜岡縣靜岡市、德國布藍兹維、立陶宛紹雷、愛爾蘭內斯、墨西哥沙拉巴

## 內華達州
- 拉斯維加斯：Angeles City菲律賓;An SanKyonggi韓國;中華人民共和國葫蘆島市、泰國布吉
- 雷諾：墨西哥新萊昂州瓜达卢佩、Hatzor以色列、俄羅斯納爾奇克、中華人民共和國南海區、San SebastianMadrid西班牙、泰國烏汶、Wanganui紐西蘭、中華民國台中市

## 新罕布夏州
- 曼徹斯特 -德國魏因施特拉瑟的諾斯塔特

## 紐澤西州
- 哈肯薩克：德國帕紹
- 蒙特克來：奧地利格拉兹（1950年）
- 纽瓦克：中国徐州、台灣桃園市

## 新墨西哥州
- 阿布奎基：土庫曼斯坦阿什哈巴德、墨西哥奇瓦瓦市、西班牙希洪、Helmstedt德國;中國蘭州;日本佐世保市；墨西哥瓜達拉哈拉;台灣花蓮市;AlburquerqueExtremadura西班牙
- Las Vegas：Banes古巴
- Santa Fe：烏茲別克布哈拉;	Parral墨西哥;	Santa FeCataluna西班牙;	SorrentoCampania意大利、Tsuyama日本、HolguinHolguin古巴

## 紐約州
- 奧爾巴尼：荷蘭奈梅亨、加拿大魁北克市、俄羅斯圖拉（1991年） （页面存档备份，存于）、巴哈馬拿騷、意大利維羅納
- 賓漢頓：俄羅斯諾夫哥羅德州博罗维奇市、法國阿基坦勒蒂克斯迪布什
- 水牛城：意大利錫耶納（1961年）、Dortmund德國（1975年）、Rzeszow波蘭（1985年）twinning （页面存档备份，存于）、日本金澤市、Tver俄羅斯（1984年）、法國里爾（1989年）
- Cambridge：Scontrone意大利（2004年）
- Corning：烏克蘭利沃夫（1987年）、Osuka日本（1989年）
- Coventry：Coventry英國（1972年）
- Glens Falls：Saga City日本
- 紐約市：日本東京（1960年）、中國北京（1980年）、西班牙馬德里（1982年）、埃及開羅（1982年）、Santo DomingoDominican Republic（1983年）、意大利羅馬（1992年）、匈牙利布達佩斯（1992年）、以色列耶路撒冷（1993年）、澳洲悉尼（2000年）、英國倫敦（2001年）、南非約翰尼斯堡（2003年）Limerick愛爾蘭（2006年）、加拿大多倫多、荷蘭阿姆斯特丹
- Potsdam：德國波茨坦
- 羅徹斯特：法國雷恩（1958年）、德國维尔茨堡（1964年）、意大利卡尔塔尼塞塔（1966年）、以色列雷霍沃特（1972年）twinning、波蘭克拉科夫（1973年）、馬里巴馬科（1975年）、愛爾蘭沃特福德（1983年）、俄羅斯諾夫哥羅德（1990年）、日本濱松市（1996年）、多明尼加共和國普拉塔港（1997年）
- Rockland County - Huehuete尼加拉瓜
- Saratoga Springs：Chekhov俄羅斯（2001年）twinning

## 北卡羅萊納州
- 阿什維爾：俄羅斯弗拉季高加索（1990年）、San Cristóbal de las CasasChiapas墨西哥（1994年）、KarakolKyrgyzstan（1994-1999年）、Saumur法國（1996年）、Karpenisi希臘
- Carrboro：Juventino Rosas墨西哥、San Jorge尼加拉瓜、俄羅斯薩拉托夫
- 卡里：County Meath愛爾蘭、台灣新竹市、Le Touquet法國、MarkhamOntario加拿大
- Chapel Hill：俄羅斯薩拉托夫
- Charlotte：法國利摩日、秘魯阿雷基帕、中國保定市、Krefeld德國、迦納庫馬西、俄羅斯沃羅涅日、Wrocław波蘭.
- Durham：坦桑尼亞阿魯沙、英國達拉謨、日本富山市、俄羅斯科斯特羅馬
- Greensboro：摩爾多瓦基希訥烏（2000年）
- Raleigh：法國貢比涅、英國赫爾河畔京士頓、俄羅斯Kolomna、德國羅斯托夫
- Wilmington：中國丹東市（1986年）、DoncasterUnited Kingdom（1989年）、BridgetownBarbados（2004年）

## 北達科他州
- Grand Forks：日本粟野町
- Dickinson：挪威薩爾普斯堡

## 俄亥俄州
- Canton：以色列阿克
- 克里夫蘭 - See Sister Cities of ClevelandOhio
- 辛辛那堤：意大利羅馬、德國慕尼黑
- 哥倫布：意大利熱那亞（1955年）、台灣台南市（1980年）、中國合肥市（1988年）、丹麥歐登塞（1988年）、西班牙西維爾（1988年）、德國德勒斯登（1992年）、Herzliya以色列（1994年）
- 代頓：德國奧格斯堡、Holon以色列、賴比瑞亞蒙羅維亞、日本大磯町、波斯尼亞和黑塞哥維那薩拉熱窩
- Kettering：Kettering英國
- Springfield：塞爾維亞克拉古耶瓦茨
- 托萊多：西班牙托萊多（1931年）、Londrina巴西（1975年）、中國秦皇島（1985年）、匈牙利塞格德（1990年）、波蘭波茲南（1991年）、匈牙利塞格德（1998年）、黎巴嫩貝卡谷地（1999年）、日本豐橋市（2000年）、坦桑尼亞Tanga、DelmenhorstNordSCI德國（2002年）
  - host of the Sister Cities International Conference2002

## 奧克拉荷馬州
- 圖爾薩：中國北海市（1987年），德國Celle（2000年），台灣高雄台灣（1980年），墨西哥San Luis PotosíSan Luis Potosí墨西哥（1980年），以色列提比里亚（1989年），日本UtsunomiyaTochigi（1992年），俄國ZelenogradMoskovskaya（1992年）中國祁阳（2009年），

## 俄勒岡州
- Albany：澳洲AlbanyWestern 澳洲、日本Tatsuno
- Ashland：法國Sarlat、墨西哥GuanajuatoGuanajuato
- Astoria：德國Waldorf
- Baker City：Zeya俄羅斯
- Bandon：BandonCounty Cork愛爾蘭
- Beaverton：台灣新竹市、俄羅斯比羅比詹、韩国Cheonan、法國Cluses、日本御殿場市、德國Trossingen
- Bend：日本Fujioka
- Brookings：Mitsukaiddo日本
- Canby：Kurisawa日本（1987年）
- Coos Bay：Chosi日本
- Corvallis：衣索匹亞貢德爾、烏克蘭Uzhhorod
- The Dalles：日本Ikeda
- Eugene：尼泊爾加德滿都、俄羅斯伊爾庫茨克、日本Kakegawa、韩国Chinju
- Florence：Ijira日本
- Forest Grove：日本Nyuzen（1989年）
- Grants Pass：俄羅斯Rubtsovsk
- Gresham：日本Ebetsu（1977年）、韓國束草市、尼日利亚Owerri
- Hillsboro：日本[Fukuroi]]
- Hood River：日本Tsuruta
- Jacksonville：紐西蘭Lawrence
- Klamath Falls：紐西蘭Rotorua
- Lake Oswego：智利Pucon
- Madras：日本Kitamimaki（1994年）
- Medford：意大利Alba
- Milwaukie：日本Iwaki-Machi
- Newport：日本Mombetsu
- Ontario：日本Sayama
- Oregon City：日本Tateshina
- Pendleton：日本Haramachi、瑞典Vaxjo
- Portland：日本札幌市（1959年）、GuadalajaraJalisco墨西哥（1983年）、Corinto尼加拉瓜（1985年）、Ashkelon以色列（1987年）、韓國蔚山市（1987年）、中國蘇州（1988年）、俄羅斯伯力（1988年）、台灣高雄市（1988年）、津巴布韦Mutare（1991年）、意大利博洛尼亞（2003年）、洪都拉斯San Pedro Sula
- Redmond：紐西蘭Whangarei
- Roseburg：日本Shobu
- St. Helens：澳洲BowralNew South Wales
- Salem：印度SalemTamil Nadu、日本Kawagoe、瑞典Vaxjo、烏克蘭辛菲羅波爾
- Wilsonville：日本Kitakata
- Winston：紐西蘭Tokoroa

## 賓夕法尼亞洲
- Allentown- 意大利Vinci、以色列Maalot
- Altoona：St. Pölten奧地利
- Bethlehem：德國Schwäbisch Gmünd、日本Tondabayashi、斯洛文尼亚Murska Sobota
- Cheltenham：英國Cheltenham
- 伊利：淄博中國
- Harrisburg：以色列Maalot、墨西哥Pachuca、日本Hiroshima
- Lancaster：日本Sano
- 費城：意大利佛羅倫斯（1964年）、中國天津（1980年）、Cárdenas古巴
- 匹茲堡：英國謝菲爾德、日本崎玉市、西班牙畢爾巴鄂、德國薩爾布呂肯、中國武漢、Matanzas古巴、捷克俄斯特拉發、San Isidro尼加拉瓜、保加利亞索菲亞、克羅地亞薩格勒布、馬其頓斯科普里、Fernando de la MoraParaguay、PresovSlovakia、頓涅茨克烏克蘭、Karmiel (and Misgav) 以色列;
  - (Greater Pittsburgh Sister Cities Association)
- Scranton：TrnavaSlovakia（1998年）

## 羅德島州
- Pawtucket：英國打比郡Belper
- 普羅維登斯：意大利佛羅倫斯、柬埔寨金邊 、拉脫維亞里加、多米尼加聖多明各  （页面存档备份，存于）
- 高雲地利：英國高雲地利

## 南卡羅萊納州
- Charleston：Spoleto意大利
- Columbia：俄羅斯車里雅賓斯克、羅馬尼亞克盧日-納波卡、德國凱沙羅頓、保加利亞普羅夫迪夫
- Greenville：意大利貝加莫（1984年）、比利時科特赖克（1991年）、中國天津（2002年）
- Myrtle Beach：加拿大伯灵顿、英國基斯利、爱尔兰基拉尼、阿根廷Pinamar

## 南達科他州
- Rapid City：德國阿波尔达、日本日光市
- Sioux Falls：德國波茨坦、英國Strabane

## 田納西州
- 查塔努加：Giv'atayim以色列、韓國江陵市、Hamm德國、俄羅斯下塔吉爾、中國無錫市
- Germantown：Königs Wusterhausen德國
- Johnson City：Ronneby瑞典
- 諾克斯維爾：Chełm波蘭、中國成都、台灣高雄市、希臘拉里薩、日本室蘭市、阿根廷內烏肯、韓國禮山郡
- Memphis：KanifingGambia、KaolackSenegal
- 納什維爾：英國貝爾法斯特、法國卡昂、DiyarbekirTurkey、加拿大愛民頓、德國馬格德堡
- Oak Ridge：日本那珂市、Obninsk俄羅斯;
- Smyrna：日本座間市

## 德克薩斯州
- 奧斯汀：澳洲阿德萊德（1983年）、加拿大愛民頓、秘魯利馬、日本大分市、Saltillo墨西哥
- Duncanville：Monasterolo di Savigliano意大利
- 福和市：意大利雷焦艾米利亞（1985年）、日本長岡市（1987年）、德國特里爾（1987年）、印尼萬隆（1990年）、匈牙利布達佩斯（1990年）、墨西哥托盧卡（1998年）、斯威士蘭墨巴本（2004年）
- 休士頓：法國尼斯、澳洲伯斯
- Plano：Brampton
- 聖安東尼奧：墨西哥瓜達拉哈拉、台灣高雄市、Kumamoto日本、韓國光州市、Las Palmas De Gran CanariaSanta Cruz de Tenerife西班牙、墨西哥蒙特瑞
- Tyler：Jelenia Góra波蘭、YachiyoChiba日本、Lo BarnecheaSantiago智利

## 猶他州
- 鹽湖城：馬利共和國Oulessebougou、義大利杜林
- 雪鳥：瑞士則馬特

## 佛蒙特州
- Bennington：尼加拉瓜Somotillo
- 伯靈頓：俄羅斯雅羅斯拉夫爾（1987年）twinning (in English) （页面存档备份，存于）twinning (in Russian) （页面存档备份，存于）、Puerto Cabezas尼加拉瓜、以色列白冷、Arad以色列
- Randolph：Myrhorod烏克蘭
- Rutland：日本石鳥谷町、Rutland,英國

## 維吉尼亞州
- 阿靈頓：德國亞琛、Coyoacán墨西哥、法國蘭斯
- CharlottesvilleVirginia：Besançon法國、Long BeachWashington、Poggio a Caiano意大利
- Herndon：Runnymede英國
- Hopewell：AshfordKent英國
- McLean：Detmold德國
- Newport News：日本寢屋川市（1982年）
- Roanoke：韓國原州市
- Virginia BeachVirginia：挪威莫斯

## 華盛頓州
- 班布里奇岛：Ometepe尼加拉瓜
- Bellevue：台灣花蓮市（1984年）
- Bellingham：俄羅斯納霍德卡（1989年）、Port StephensNew South Wales澳洲（1982年）、智利蓬塔阿雷納斯（1996年）、日本館山市（1958年）
- BingenWashington：Bingen德國
- Federal Way：日本八戶市、韓國東海市
- Olympia：巴勒斯坦加薩走廊拉法赫
- Port Townsend：日本市川市
- Seattle - See List of Seattle sister cities.
- Spokane：Limerick愛爾蘭、日本西宮市、韓國堤川市、中國吉林
(Spokane Sister Cities （页面存档备份，存于）)
- Thurston County：Santo Tomas尼加拉瓜
- 溫哥華：日本城陽市、Arequipa秘魯
- Walla Walla：日本丹波篠山市;

## 西維吉尼亞州
- 菲力匹：瑞士夕昂（2004年）、喬治亞波約米（2006年）

## 威斯康辛州
- Appleton：俄羅斯庫爾干
- Kenosha：Cosenza意大利（1979年）、Douai法國（1981年）、菲律賓奎松市（1986年）、Wolfenbuttel德國（1970年）
- 麥迪遜：巴勒斯坦加薩走廊拉法赫、卡马圭古巴
- ManitowocWisconsin：Kamagawa City日本
- Richland Center：尼加拉瓜Santa Teresa（1987年）
- Sheboygan：日本燕市

## 懷俄明州
- 科第：喬治亞哥里Lanchkhuti